# Leon Przemski
Leon (Adam) Przemski, właśc. Chaim Fajwel Löw (ur. 5 listopada 1890 lub 1901  w Przemyślu, zm. 13 września 1976 w Warszawie) – polski pisarz, krytyk literacki i historyk pochodzenia żydowskiego.

## Życiorys
Pochodził z niezamożnej rodziny rzemieślniczej. Syn blacharza, Mendla Löwa i Małki z d. Tischler. Ukończył szkołę ludową, a w 1920 roku zdał maturę w II Gimnazjum Klasycznym w Przemyślu. Po maturze przez dwa lata udzielał korepetycji, zbierając środki na podjęcie studiów . W 1922 roku podjął studia polonistyczne na Wydziale Filozoficznym Uniwersytetu Jagiellońskiego. W 1927 roku uzyskał stopień naukowy doktora na podstawie rozprawy Tragizm treści osobistej w dramacie Norwida. Po ukończeniu studiów pracował w koedukacyjnym gimnazjum dr. Filipa Axera w Częstochowie, a od 1928 roku w Żydowskim Gimnazjum Koedukacyjnym (Gimnazjum Hebrajskim) w Krakowie .
Współpracował z czasopismami, m.in. z „Miesięcznikiem Żydowskim” i „Nowym Dziennikiem”, gdzie publikował studia i eseje dotyczące obecności Żydów w literaturze polskiej (głównie w twórczości Adama Mickiewicza i Stanisława Wyspiańskiego), prace językoznawcze i metodyczne oraz recenzje i prace poświęcone powstającej wówczas literaturze żydowskiej. Na temat postaci Żydów w literaturze polskiej opublikował w 1934 roku broszurę Smok w słowiczym gnieździe. Dokonał także przekładu fragmentów Iliady na język jidysz, pisał również wiersze w języku hebrajskim . W 1939 roku, używając nazwiska Adam Przemski, wydał popularnonaukową książkę dla młodzieży pt. Rzeczy, kraje, obyczaje. Obrazki z dziejów cywilizacji. W maju tego samego roku złożył do druku powieść Szary jakobin, której nie zdążono jednak wydać z powodu wybuchu wojny .
Angażował się w działalność syjonistyczną, był m.in. członkiem Światowej Syjonistycznej Partii Pracy Hitachdut i redaktorem jej organu prasowego „Nasza Walka”. Był także współautorem podręcznika Jaldei Izrael. Wypisy hebrajskie dla klasy pierwszej w szkołach średnich i piątej szkół powszechnych . W latach 30. XX wieku zerwał jednak z syjonizmem i zaangażował się w działalność polskich komunistów .
W 1939 roku znalazł się na terenach okupowanych przez Związek Radziecki, przebywał w rodzinnym Przemyślu, a następnie we Lwowie. Podczas pobytu we Lwowie ponownie złożył do druku powieść, nie została jednak wydana z powodu ataku Niemiec na ZSRR, a jej oryginalny tekst zaginął . W 1941 roku ewakuował się w głąb ZSRR, gdzie podjął pracę jako nauczyciel języka niemieckiego w Wolsku, a później w Nowosybirsku. W czerwcu 1941 roku w Przemyślu została zamordowana jego żona, Rózia z d. Fojer i ich dwie córki .
W 1943 roku został przyjęty do służby w Polskich Siłach Zbrojnych w ZSRR, gdzie otrzymał przydział do prasy wojskowej. Pracował w gazetach „Żołnierz Wolności” i „Zwyciężymy”. Następnie, w latach 1945–1950 pracował w redakcji czasopisma „Polska Zbrojna”, a jeszcze później, w latach 1950–1953, ponownie w redakcji „Żołnierza Wolności”. W 1946 roku na stałe zamieszkał w Warszawie. W 1953 roku został zwolniony ze służby wojskowej w stopniu podpułkownika. W latach 1953–1963 pracował w redakcji czasopisma „Nowa Kultura” .
Prowadził działalność popularyzatorską, publikując m.in. w „Kuźnicy”, „Wiedzy i Życiu”, „Trybunie Wolności”, „Trybunie Ludu” i „Nowej Kulturze”. Badał także historię XIX-wiecznych ruchów rewolucyjnych i demokratycznych. W 1949 roku wydał powieść biograficzną Henryk Kamieński, poświęconą Henrykowi Michałowi Kamieńskiemu, za którą w 1950 roku otrzymał Państwową Nagrodę Artystyczną II stopnia. W 1951 roku opublikował rekonstrukcję powieści Szary jakobin , w tym samym roku ukazał się także zbiór reportaży jego autorstwa pt. Wrażenia z pobytu w NRD. W 1953 roku wydał monografię Edward Dembowski . W 1966 roku opublikował zbiór rozważań Fin de siécle po polsku, a w 1970 roku opracował antologię Cudze piórka. Pastisz, persyflaż, parodia .
W połowie lat 50. XX wieku zaczął publikować twórczość dla młodzieży, początkowo były to opowiadania historyczne, później natomiast powieści biograficzne. Wydał m.in. książki: Wielka przygoda kasztelanica (1963), Niespokojne życie (1965), Książę Józef – żołnierz doskonały (1968) i Gwiazda Beniowskiego (1972) .
Jego drugą żona była Hanna Ludmiła z d. Wiatrakowska (zm. 1967), redaktorka techniczna Państwowego Wydawnictwa Naukowego . Był działaczem Polskiej Zjednoczonej Partii Robotniczej.
Zmarł nagle, 13 września 1976 roku , pochowany na cmentarzu Wojskowym na Powązkach (kwatera B15-2-2).

## Ordery i odznaczenia
- Krzyż Oficerski Orderu Odrodzenia Polski[3]
- Złoty Krzyż Zasługi (22 lipca 1952)[8]
- Medal 10-lecia Polski Ludowej (19 stycznia 1955)[9]